# 内浦站
內浦站（韓語：내포역）是朝鮮民主主義人民共和國咸鏡北道化城郡的一個鐵路車站，属于平罗线。

## 邻近车站
平羅線
明川站 - 內浦站 - 龙蟠站